# Лунин, Иван Петрович
Иван Петрович Лунин (24 июня 1895, Тульская Губерния, Российская Империя — 12 августа 1968) — советский художник, иллюстратор, член союз художников РСФСР.

## Биография
Иван Петрович родился в 1895 году 24 июня в деревне Мясоедово Тульской губернии Алексинского уезда. Отец Петр Михайлович Лунин — рабочий-штукатур (умер в 1917 г.). Мать Фекла Алексеевна Лунина происходила из рабочей семьи (умерла в 1938 г.). 
С детства у Ивана проявлялось стремление к рисованию. Любил рисовать игрушечных лошадок, ребят, катающихся на санях. Зимой, сидя на окне, гвоздиком выцарапывал на замерзшем окне разные рисунки.
В 1904 г. родители отдали учиться в школу им. Некрасова. В 1908 году поступил в Ставропольскую учительскую семинарию. Во время учения в семинарии много рисовал с репродукций картин.
В 1912 г. работал у художника Ефима Григорьевича Чудновцева, затем у Виктора Кириановича Маслова.
В 1917 г., после Октябрьской революции, работал в РКМ, где писал революционные плакаты, портреты, оформлял сцену.
Во время Гражданской войны работал в Красной Армии. В 1925 г. поступил в Московский высший художественно-технический институт, который закончил в 1930 году со званием художника-технолога. Во время учебы в институте работал в качестве художника-иллюстратора в журналах: Батрак, Батрачка, Швейник, Бумажник, Печатник и др., а также в газетах: Рабочая газета, Вечерняя Москва, Рабочая Москва и др.
С 1930 года по 1943 работал в качестве художника в издательствах: Госиздат, Учпедгиз, ЗИФ,  ГИХЛ, Молодая гвардия, Детиздат.

## Картины

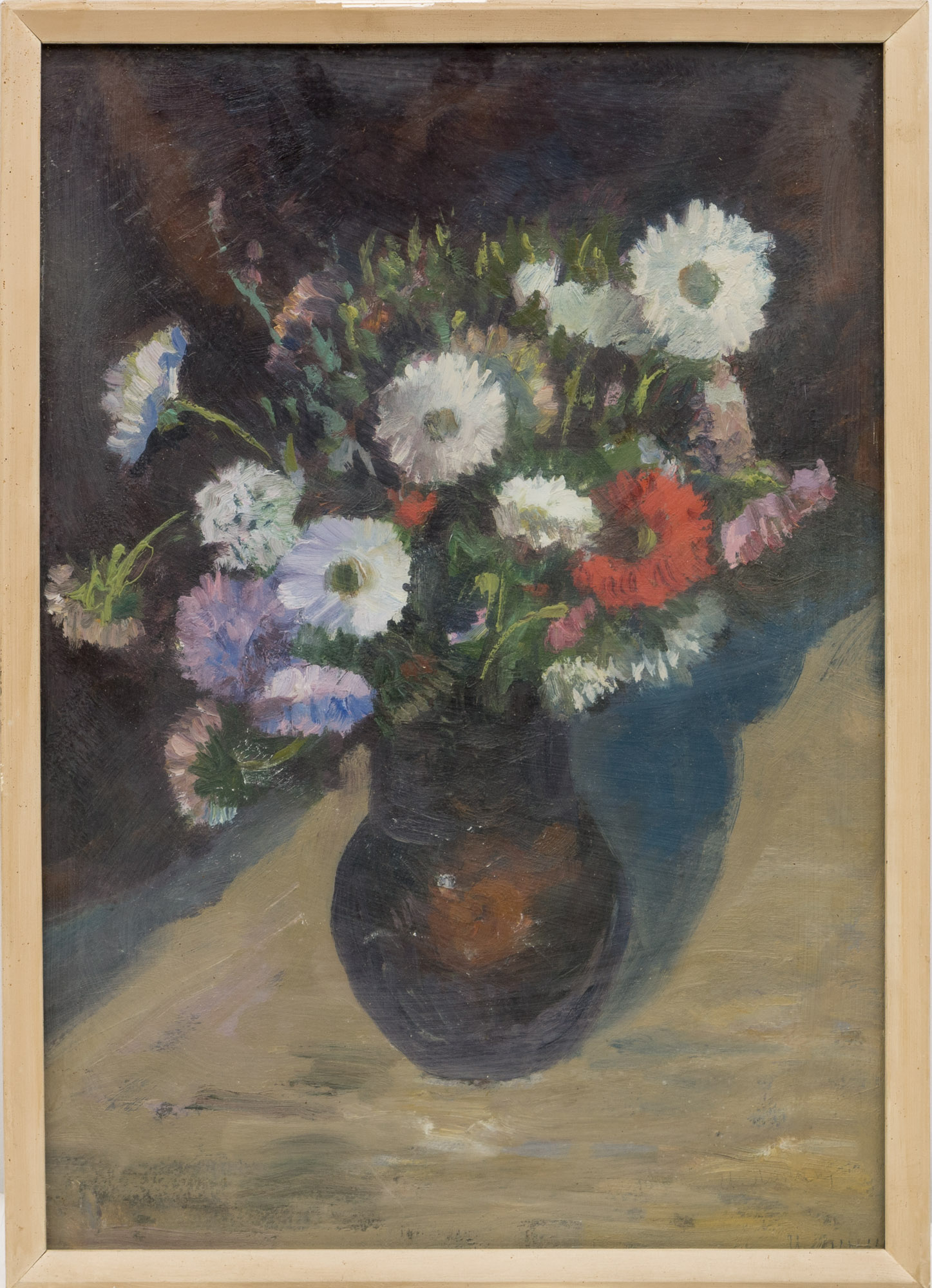
Картон, масло. 50 х 34,5 см
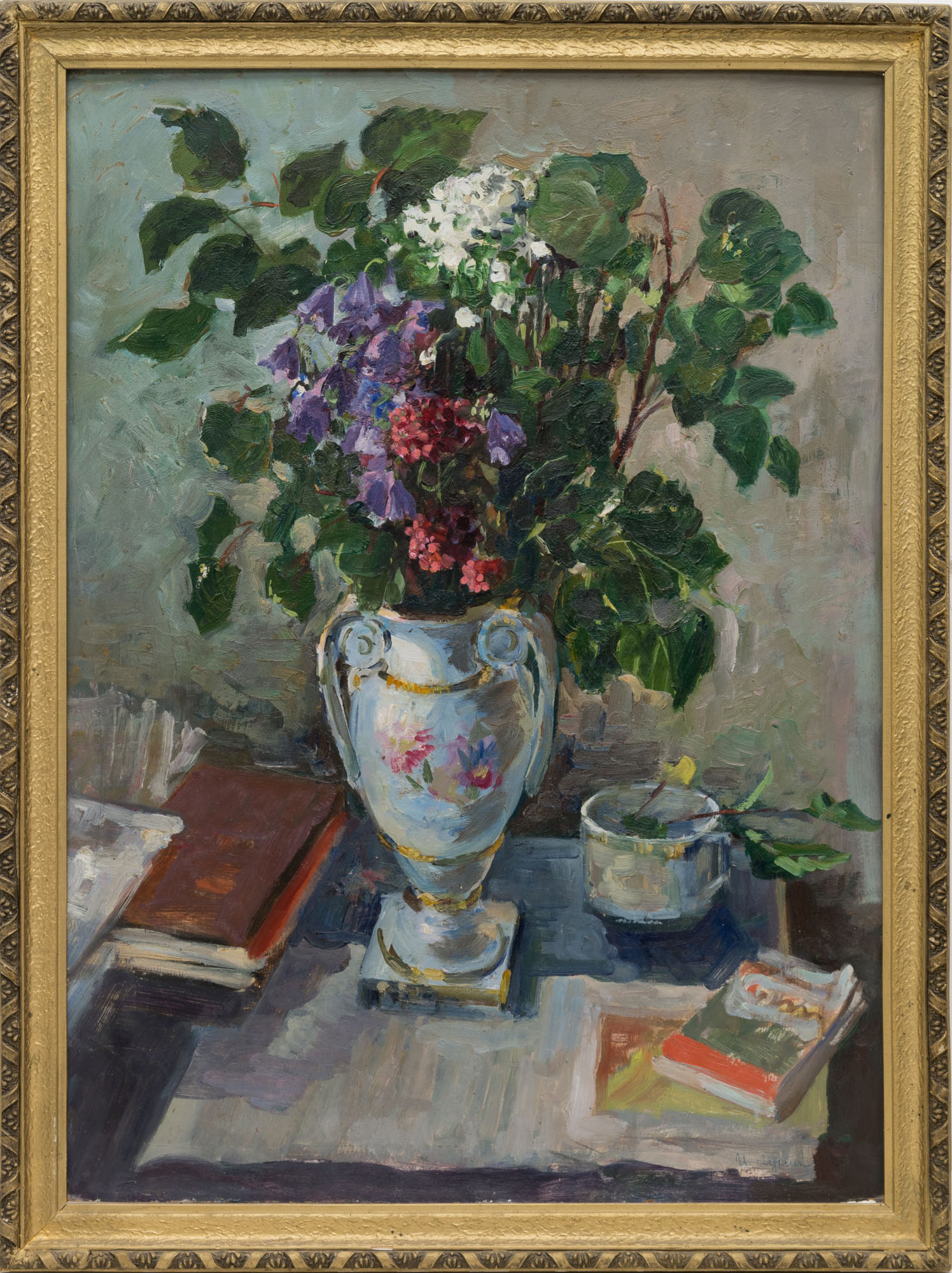
Картон, масло. 69,5 х 50,7 см
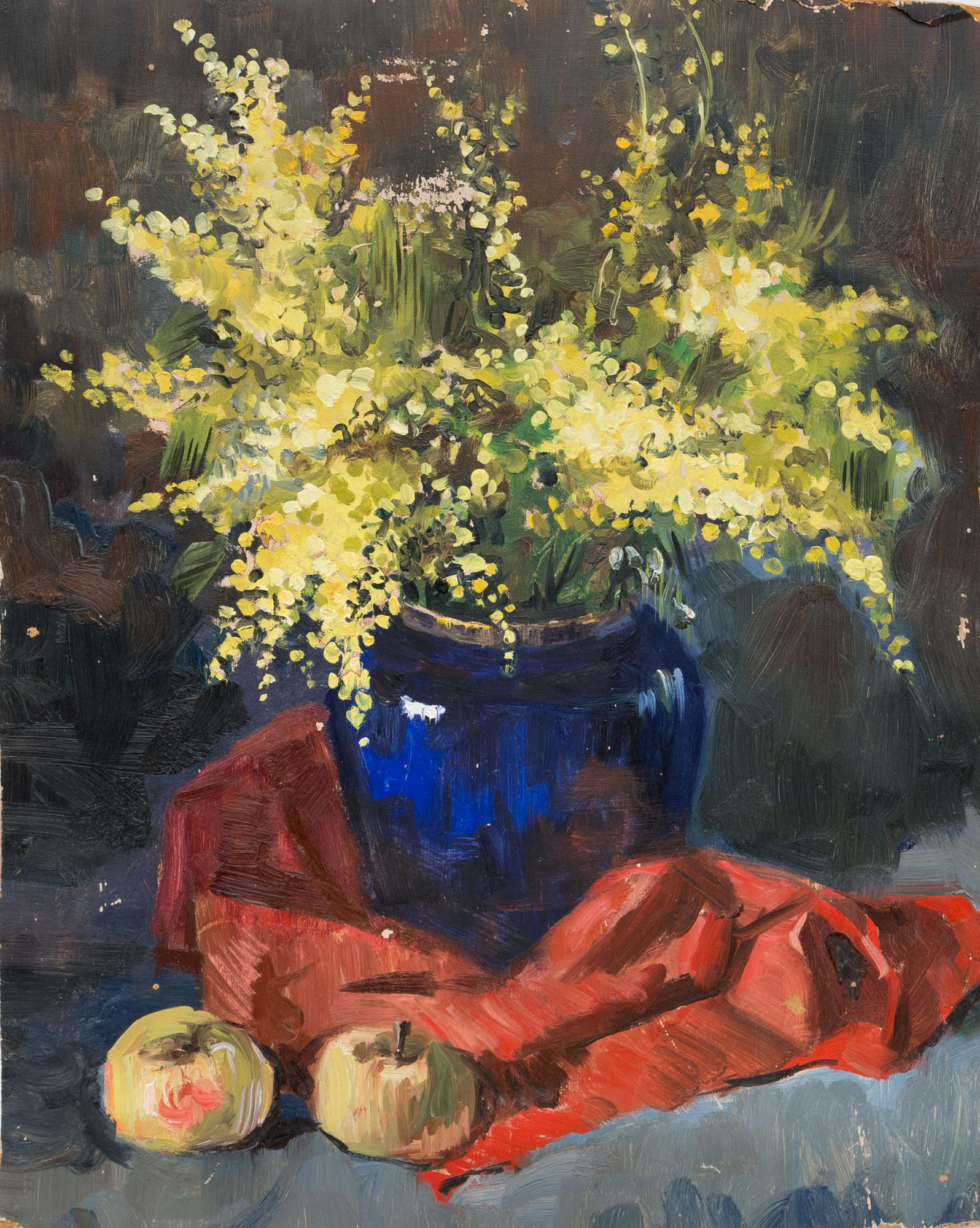
Картон, масло. 53 х 43 см
Автопортрет. Картон, масло